# Иоанн (Доброславин)
Епископ Иоанн (в миру Иван Михайлович Доброславин; 30 марта 1871, село Василевка, Лукояновский уезд, Нижегородская губерния — 14 декабря 1937, Горький) — епископ Русской православной церкви, епископ Конотопский, викарий Черниговской епархии.
Родился в семье священника Михаила Николаевича Доброславина (1838 г.р.) и его супруги Татьяны Николаевны (1842 г.р.), дочери диакона. Кроме Ивана, в семье были дети: Валериан (1869—1937), впоследствии иеромонах, расстрелян; Порфирий, впоследствии священник, в 1906 г. попал под поезд;
Александра (1870 г.р.), впоследствии жена священника с. Михайловка Лукояновского уезда Александра Ивановича Дивногорского.

## Биография
Родился 30 марта 1871 года в селе Василевка Лукояновского уезда Нижегородской губернии (ныне Починковский район, Нижегородская область).
В 1886 году окончил Нижегородское духовное училище. В 1893 году окончил Нижегородскую духовную семинарию по 2-му разряду.
3 декабря 1893 года определён и 4 февраля 1894 года рукоположен в священники к Михайло-Архангельской церкви села Сыченки Сергачского уезда Нижегородской епархии.
С сентября 1897 года по сентябрь 1898 года состоял учителем, заведующим и законоучителем местной церковно-приходской школе.
Прослушал курс наук в Казанской духовной академии.
12 февраля 1914 года назначен настоятелем Новгород-Северского монастыря Черниговской епархии, после чего пострижен в монашество и возведён в сан архитмандита
16 октября 1916 года в Новгород-Северске хиротонисан во епископа Новгород-Северского, викария Черниговской епархии.
В 1922 году признал обновленческое ВЦУ. В феврале 1923 года назначен епископом Конотопским, викарием Черниговской обновленческой епархии. Однако в том же году принёс покаяние Патриарху Тихону и оставлен на той же кафедре. В том же году арестован и выслан в Нижний Новгород без права выезда.
26 марта 1924 года уволен на покой.
Служил священником Михаило-Архангельской церкви села Глушенки Больше-Маресьевского района Нижегородского края.
Был арестован 17 ноября 1937 года, 2 декабря приговорён к расстрелу по обинению в «контр-революционной агитации». Расстрелян 14 декабря 1937 года.